# 돈 (우주선)

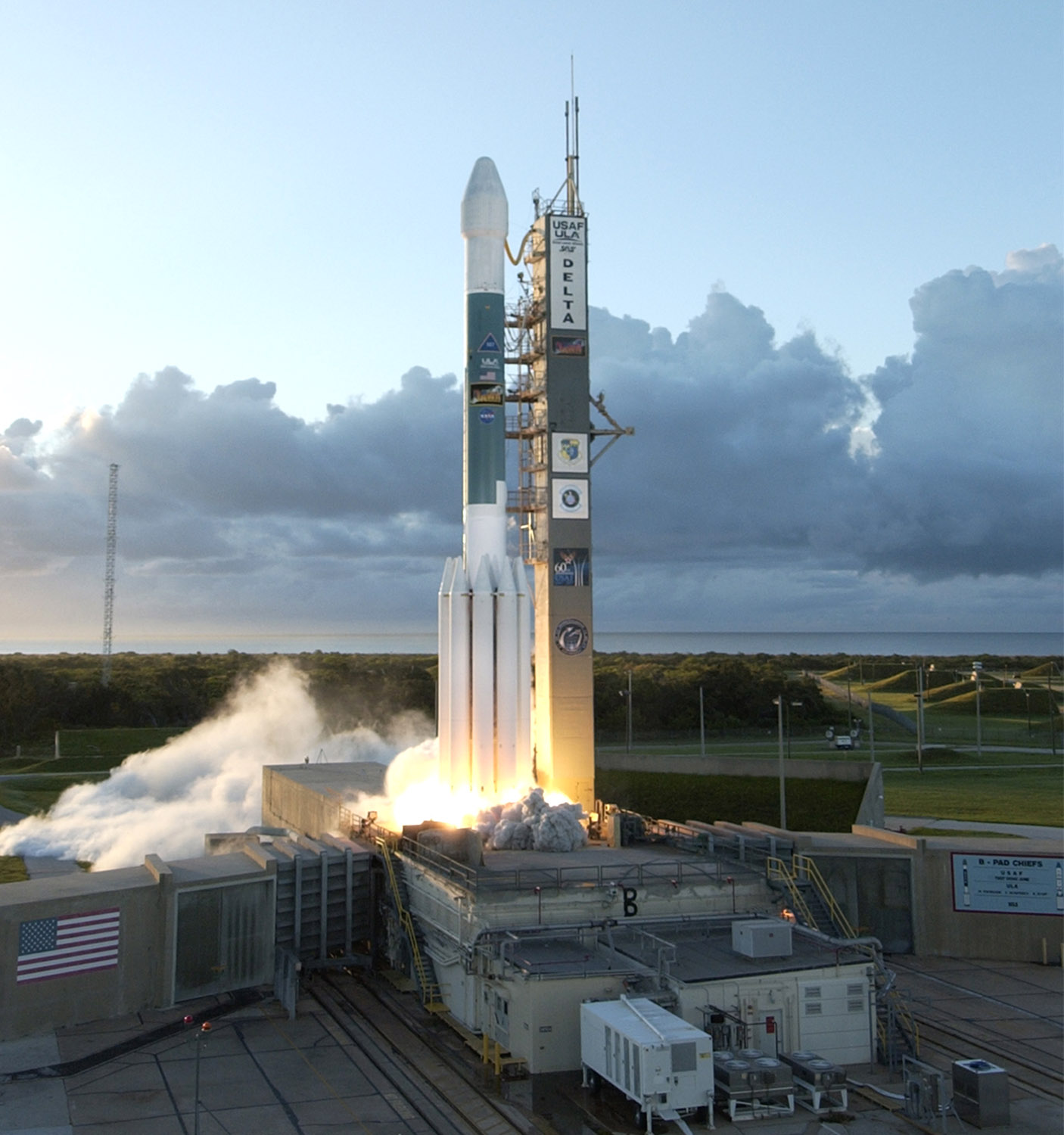
델타 2호 로켓으로 발사중인 돈 탐사선

돈(Dawn)은 미국 항공우주국의 소행성 탐사선으로, 2007년 9월 27일 발사되었다. 탐사의 목표는 소행성대에서 가장 질량이 큰 두 물체인 소행성 베스타와 왜행성 세레스를 탐사하는 것이다.
돈 임무는 미국 항공우주국(NASA)의 제트추진연구소(JPL)가 진행하고 있으며, 네덜란드, 이탈리아, 독일 등 유럽의 주요 파트너와 협력 하에 진행하고 있다. 돈 임무는 미국 항공우주국에서 최초로 이온 엔진을 이용해 궤도에 진입하는 임무이다. 이전에 수행되었던 보이저와 같은 여러 목표지를 거치는 임무는 재래식 엔진으로 이루어졌으며, 궤도진입이 아닌 플라이바이로 임무 내용이 제한되었다

## 프로젝트 역사

### 최초 프로젝트의 취소
돈 임무의 상황은 여러 번 바뀌었다. 2003년 12월에 한 차례 취소되었다가, 2004년 2월에 다시 시작되었다. 2005년 10월에는 “대기” 상태로 바뀌었다가, 2006년 1월에 언론 발표에서 “무기한 연기” 상태라는 말이 오갔으나, 미국 항공우주국은 임무 진행 상황에 대해 언급한 적은 없다. 하지만 2006년 3월 2일, 미국 항공우주국은 돈 임무를 다시 취소한다.

### 재시작
돈 우주선 제작사인 오비탈 사이언스 주식회사는 미국 항공우주국의 결정에 이의제기를 하면서, 새로운 분야의 경험을 쌓는 대신 우주선 제작에서 이익을 남기지 않고 실비만을 받겠다고 제안한다. 미국 항공우주국은 임무 취소를 재고하다가 2006년 3월 27일 결국 임무 취소를 번복한다. 2006년 9월 말, 돈의 관측장비가 모두 조립되었다. 원 프로젝트 비용은 3억 3천 7백만 달러였으나, 2007년 4억 4천 6백만 달러로 마감되었다. 크리스토퍼 T. 러셀이 총 지휘했다.

## 과학적 배경
돈 탐사선은 소행성대에 있는 가장 큰 두 천체를 연구하도록 설계되었다. 태양계 형성과정에 대한 질문에 대답하기 위함이며, 또한 이온 엔진의 적합성을 테스트하기 위한 목적도 있다. 세레스와 베스타는 매우 대조적인 원시행성으로, 전자는 “습한” (즉 차갑게 얼어붙은) 원시 행성이며 후자는 “건조한” (즉 돌 덩어리) 원시 행성이다. 두 천체는 태양계에 있는 지구형 행성과 얼음 천체의 형성 과정을 이어주는 과학적 가교가 될 것이며, 어떤 조건에서 지구형 행성이 물을 보존할 수 있는가에 대한 과학적 이해 또한 제공할 것이다.
국제천문연맹(IAU)은 2006년 8월 24일 행성의 정의를 새롭게 고쳤는데, 여기서는 궤도를 도는 다른 물체들이 있을 때 “궤도 주변 지역을 청소할 수 있는” 라는 조건에 부합하기에는 너무 작은 타원체형 천체를 분류하는 “왜행성”이란 용어를 새롭게 정의하였다. 돈은 왜행성을 탐사하는 최초의 탐사선이 되었고, 뉴 허라이즌스 탐사선이 명왕성에 도착하는 2015년 7월 보다 몇 개월 앞서 세레스에 도착하게 되었다.
세레스는 왜행성으로 그 질량은 소행성대 총 질량의 1/3을 차지하며, 스펙트럼에서 나타는 특성으로 볼 때 물이 풍부한 Carbonaceous chondrite와 유사한 조성으로 보인다. 베스타는 세레스보다 더 작으며, 물이 거의 없는 어콘드라이트 소행성으로, 상당한 수준의 가열과 구조분화(differentiation)를 경험했다. 금속 핵의 증거가 보이며, 화성 수준의 밀도에 달과 비슷한 용암 흐름이 있었던 것으로 추측한다.
현재 수집된 증거에 의하면 두 천체 모두 태양계 역사의 매우 초기에 형성된 것으로 보이며, 따라서 지구형 행성 형성 시기의 과정과 사건의 기록을 보존하고 있을 것으로 보고 있다.
베스타에서 떨어져나온 운석의 방사성 동위원소 연대측정 결과에 의하면 베스타는 3백만년 또는 그보다 더 짧은 시간 안에 빠르게 내부가 분화된 것으로 추정된다. 열진화 연구에 의하면 세레스는 그보다 더 뒤에, CAIs (태양계의 기원 시기에 형성된 알려진 가장 오래된 천체)가 형성 된 후 3백만년 이상 지난 이후에 형성된 것으로 추정된다.
또한, 베스타는 태양계에 있는 수많은 작은 천체들의 기원인 듯 하다. 대부분의 (하지만 전부는 아니다) V형 근지구소행성과, 더 바깥에 있는 소행성대 천체들은 베스타와 유사한 스펙트럼 조성을 보이며, 베스토이드(vestoids)라고도 불린다. 지구에서 발견된 운석 표본의 5% 가량이, 이들은 HED 운석인데, 베스타와 다른 천체간의 충돌 결과로 형성된 것으로 보고 있다.
2005년에, 코넬 대학교의 피터 토머스는 세레스가 분화된 내부구조를 가지고 있을 것이라고 주창했다. 세레스의 편평도는 분화되지 않은 천체로써는 너무 작은데, 이는 암석핵 위에 얼어붙은 맨틀이 덮여 있는 구조임을 시사하는 것이다. 과학자들이 다뤄볼 수 있는 베스타의 잠재적 표본은 1400개 이상의 HED 운석으로 매우 많은데, 이들 표본을 통해 베스타의 지질사와 구조를 엿볼 수 있다. 베스타는 철-니켈 금속 코어 위로 감람석 맨틀과 지각이 덮여 있을 것으로 추정된다.

## 목표

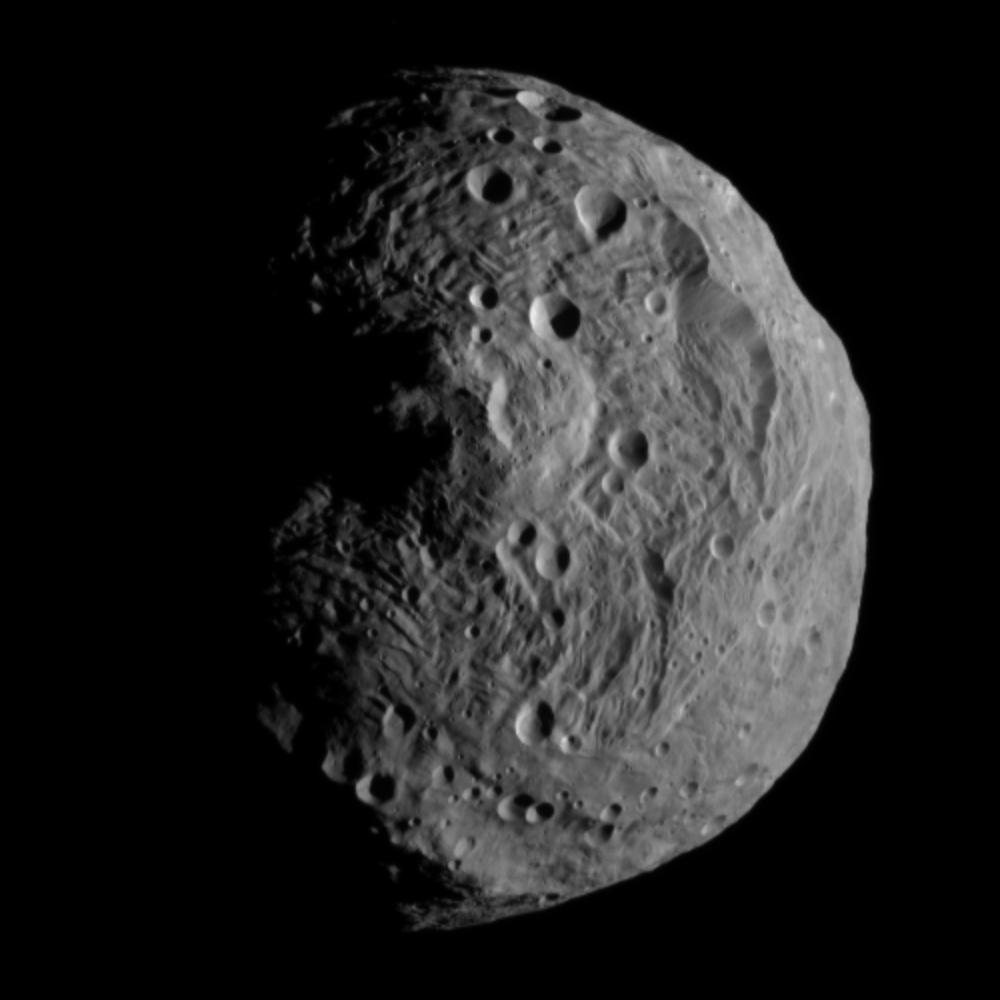
베스타의 궤도에서 돈이 촬영한 베스타의 모습. 2011년 7월 17일 촬영

돈의 예상 비행경로

돈 임무의 목표는 형성 이후 그 모습을 그대로 유지하고 있는 원시행성 중에서 가장 큰 두 천체를 조사하여 태양계의 초기 형성과정과 조건의 특징을 알아내는 것이다. 이 임무의 최우선 과제는 행성 진화에 있어 행성 크기와 물의 역할을 조사하는 것이다. 세레스와 베스타는 이 질문에 답하기에 적합한 천체이다. 세레스는 지질학적으로 매우 원시적이며 얼음이 존재하지만, 베스타는 세레스보다 더 진화하였으며 암석으로 이루어져 있다. 이런 대조되는 특질이 나타나는 이유는 두 천체가 초기 태양계의 서로 다른 두 지역에서 형성되었기 때문으로 추정하고 있다.
돈 임무의 세 가지 주요한 과학적 동기는 다음과 같다. 첫째, 돈 임무를 통해 태양계 기원의 이른 순간을 잡아냄으로써, 어떤 상황에서 이 천체들이 형성되었는지 이해할 수 있다. 둘째, 돈은 지구형 행성의 구성 요소의 특성을 알아내, 지구형 행성 형성의 이해를 증진시킨다. 셋째, 돈 임무를 통해 매우 대조적인 진화의 길을 걸어 온 두 작은 행성의 형성과 진화를 비교하여, 무엇이 행성 진화에 영향을 주는지 이해할 수 있게 된다.

## 세부

### 크기
태양 전지판이 발사 상태로 접혀있을 때 돈 탐사선의 길이는 2.36미터이며, 태양 전지판이 완전히 펼쳐지면 19.7미터에 달한다. 태양 전지판의 총 면적은 36.4 제곱미터이다.

### 추진 시스템

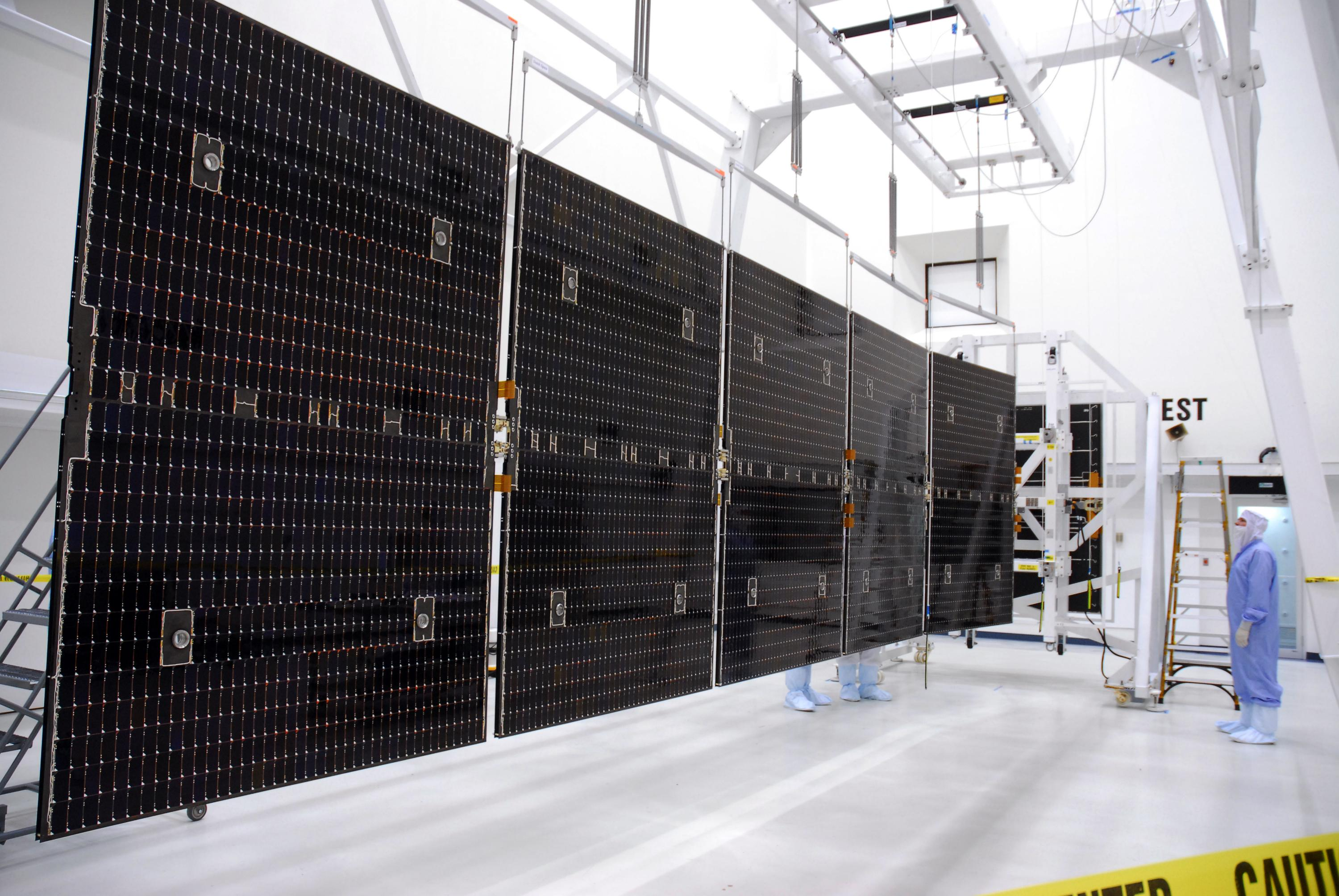
최대로 펼친 돈의 태양 전지판

"돈" 탐사선은 딥 스페이스 1호 탐사선에 장착된 NSTAR 이온엔진 기술을 계승한 세 개의 제온 이온 엔진에 의해 추진된다. 이 엔진의 비추력은 3,100초이며, 90 mN의 추력을 낼 수 있다.
탐사선은 더치 스페이스 사가 제작한 삼중 갈리움 아세나이드 태양 전지판에서 동력을 공급받으며 발전능력은 1 천문단위(au) 거리에서 10kW이다.
돈은 선체에 425kg의 제온 추진제를 탑재하고 있으며, 이 중 275kg을 베스타에 닿기 위해 사용하였고, 110kg이 세레스로 비행하기 위해 할당되었다. 탑재한 추진제를 이용해, 돈은 임무 수행 중에도 10 km/s 이상의 추력벡터변화 (델타v)를 수행할 수 있으며, 이는 이제까지 인간이 만든 우주선 중에서, 발사체에서 분리된 후 탑재된 추진체를 이용한 추력벡터변화량 중 최대량이다. 돈은 나사에서 개발한 최초의 순수 탐사임무용 이온엔진을 장착한 우주선이다. 돈은 또한 0.9N 추력의 하이드라진 추진기 12기를 장비하고 있으며, 이는 고도조정용으로 사용되며 궤도진입시 보조추진기로도 이용된다.

### 메모리 칩
돈은 36만명의 우주 매니아들의 이름을 담은 메모리 칩을 탑재했다. 이 이름들은 2005년 9월에서 2006년 11월 4일에 걸쳐 온라인을 통한 대중 홍보 프로그램의 일환으로 모은 것들이다. 메모리 칩은 미국 1센트 동전만한 크기이며 탐사선의 하이게인 안테나 아래에 장착된 이온 추진기 위에 장착되었다.

### 페이로드
NASA의 제트추진연구소에서 전반적인 계획과 임무 관리, 비행 시스템,과학 분석 장비 개발을 담당했으며, 이온엔진을 개발하였다. 오비탈 사이언스 사에서 탐사선을 개발했는데, 이는 해당 기업의 최초 행성간 임무였다. 막스 플랑크 연구소와 독일 우주 센터(DLR)에서 프레이밍 카메라를, 이탈리아 우주국에서 지도 작성용 분광기를, 로스앨러모스 국립 연구소에서 감마선과 중성자 분광기를 개발했다.

## 탐사 일정
- 2007년 9월 27일: 발사
- 2009년 2월 17일: 화성 접근 통과
- 2011년 7월 16일: 베스타 도착 과 촬영
- 2011년 8월 11일 ~ 31일: 베스타 조사 궤도
- 2011년 9월 29일 ~ 2011년 11월 2일: 베스타 첫번째 높은 궤도
- 2011년 12월 2일 ~ 2012년 5월 1일: 베스타 낮은 궤도
- 2012년 6월 15일 ~ 2012년 7월 25일: 베스타 두번째 높은 궤도
- 2012년 9월 5일: 베스타를 떠남
- 2015년 3월 6일: 세레스 도착
- 2016년 6월 30일: 세레스 주요한 탐사 종료
- 2016년 7월 1일: 세레스 확장 탐사 시작

## 갤러리

세레스 (합성, 2015년 2월 4일).
세레스 (합성, 2015년 2월 4일).
세레스 (합성, 2015년 1월 13일).[16][17]
돈 데이터로 받은 4 베스타 애니메이션

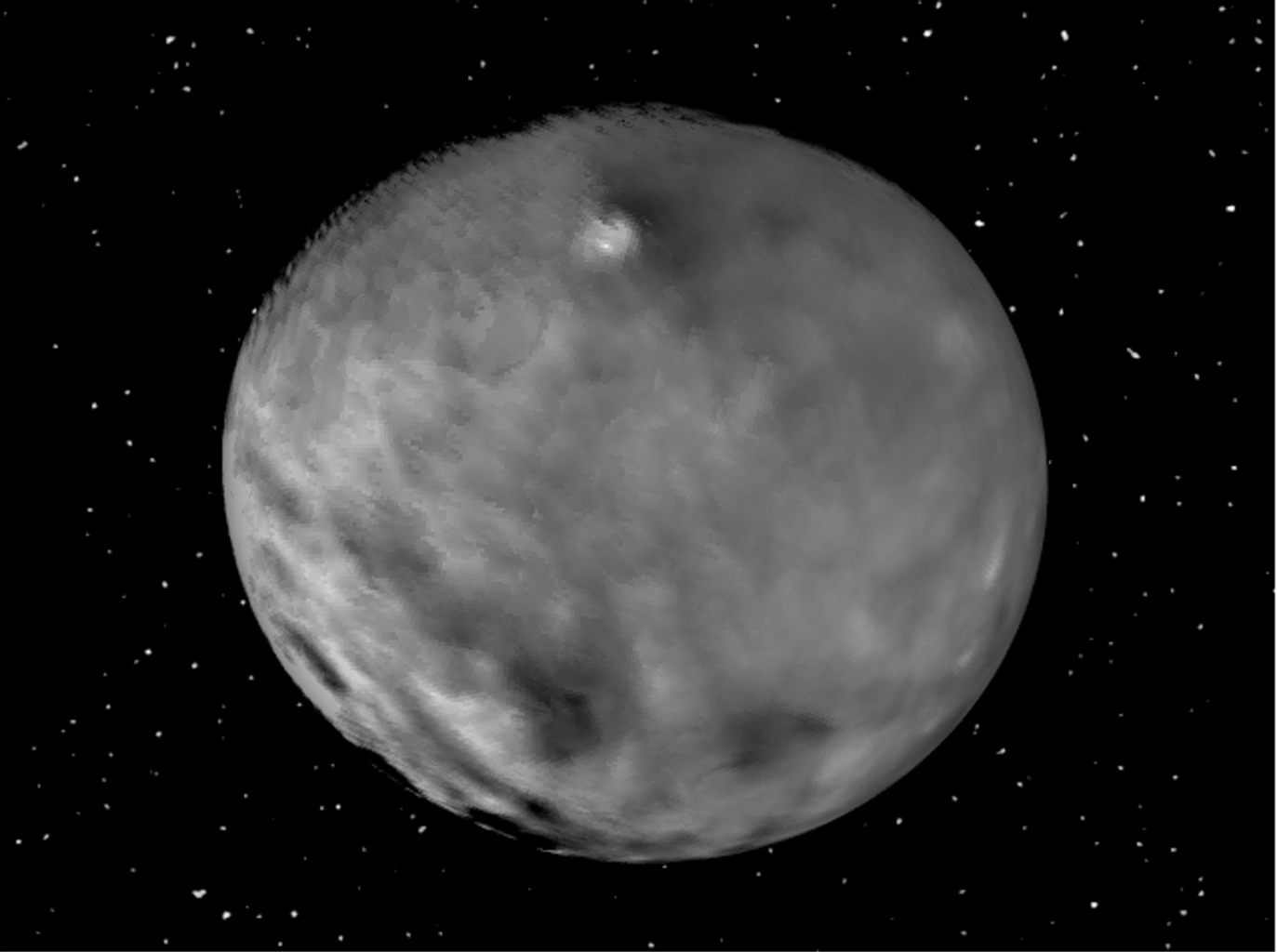
세레스 (합성, 2015년 2월 4일).
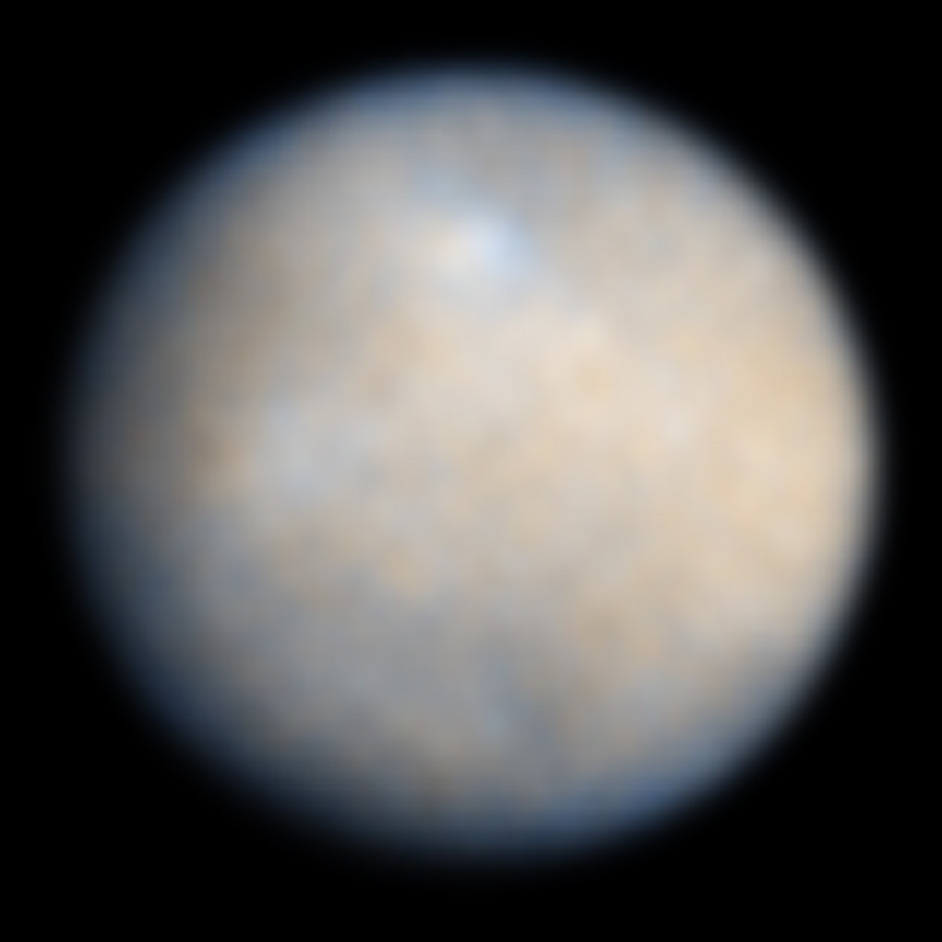
허블 우주 망원경이 촬영한 컬러 사진 (2004년)

| 8만 3000 km에서 촬영 |
| -------------------- |
| 2015년 2월 12일 사진 |

## 같이 보기
- 우주선이 방문한 소행성체와 혜성 목록
- 창어 2호
- 니어 슈메이커
- 오시리스-렉스